# کراش (شرکت)
کراش (به کرواتی: Kraš) شرکت مواد غذایی کروات است، که در زمینه تولید و عرضه انواع شیرینی و فراورده‌های قندی فعالیت می‌کند. این شرکت در سال ۲۰۱۲ به‌عنوان دومین صادرکننده بزرگ مواد غذایی در کشور کرواسی شناخته شد.
شرکت کراش از ۲ کارخانه اصلی و چندین شرکت فرعی تشکیل شده‌است. ریشه‌های تأسیس این شرکت به سال ۱۹۱۱ بازمی‌گردد. دفتر مرکزی کراش در شهر زاگرب، کرواسی قرار دارد.